# Mussuma
Mussuma – miasto w Angoli, w prowincji Moxico.